# Шябу-шябу
Шябу-шябу (яп. しゃぶしゃぶ) — японська страва з тонко нарізаного м'яса та овочів, зварених у воді. Крім м'яса та овочів, у приготуванні також інколи використовують морепродукти, гриби та тофу, а перед поїданням шматочки страви занурюють у цитрусовий соус пондзу або у соус з кунжуту. Популярна в Японії страва, яку дуже часто їдять навіть вдома.

## Історія
Страва Шябу-шябу стала частиною японської кухні після Другої світової війни. Вона походить від китайської страви з Пекіна шуай ян жоу, яку варять у горщику хо го цзи (посуді у формі каструлі з «димарем»). У оригінальній китайській версії страви використовують дуже тонкі шматочки баранини, які готують декілька секунд у супі, звареному на вугіллі. Вважається, що цей метод приготування був адаптований в Японії як страва Шябу-шябу.
Шябу-шябу як назва японської версії цієї страви була придумана рестораном Суехіро з Осаки у 1952 році, коли той адаптував її до японських умов. Згідно з одним із припущень назва Шябу-шябу походить від звуку, який створює м'ясо під час приготування у гарячому бульйоні. Оскільки баранину здебільшого не вживають у Японії, ресторан відповідно до японських умов вирішив використовувати яловичину. Через три роки Шябу-шябу почали подавати вже у токійському ресторані Дзакуро. Незабаром страва стала поширеною по всій Японії.

## Інгредієнти
На окремих тарілках подають горщик з бульйоном, тонко нарізаним м'ясом, овочами та соусами. Основним інгредієнтом є тонко нарізане м'ясо. Гриби, овочі та тофу здебільшого подаються як додаткові інгредієнти для Шябу-шябу, оскільки вони не вимагають тривалого часу приготування. Для приготування страви використовують яловичину та свинину.

## Приготування

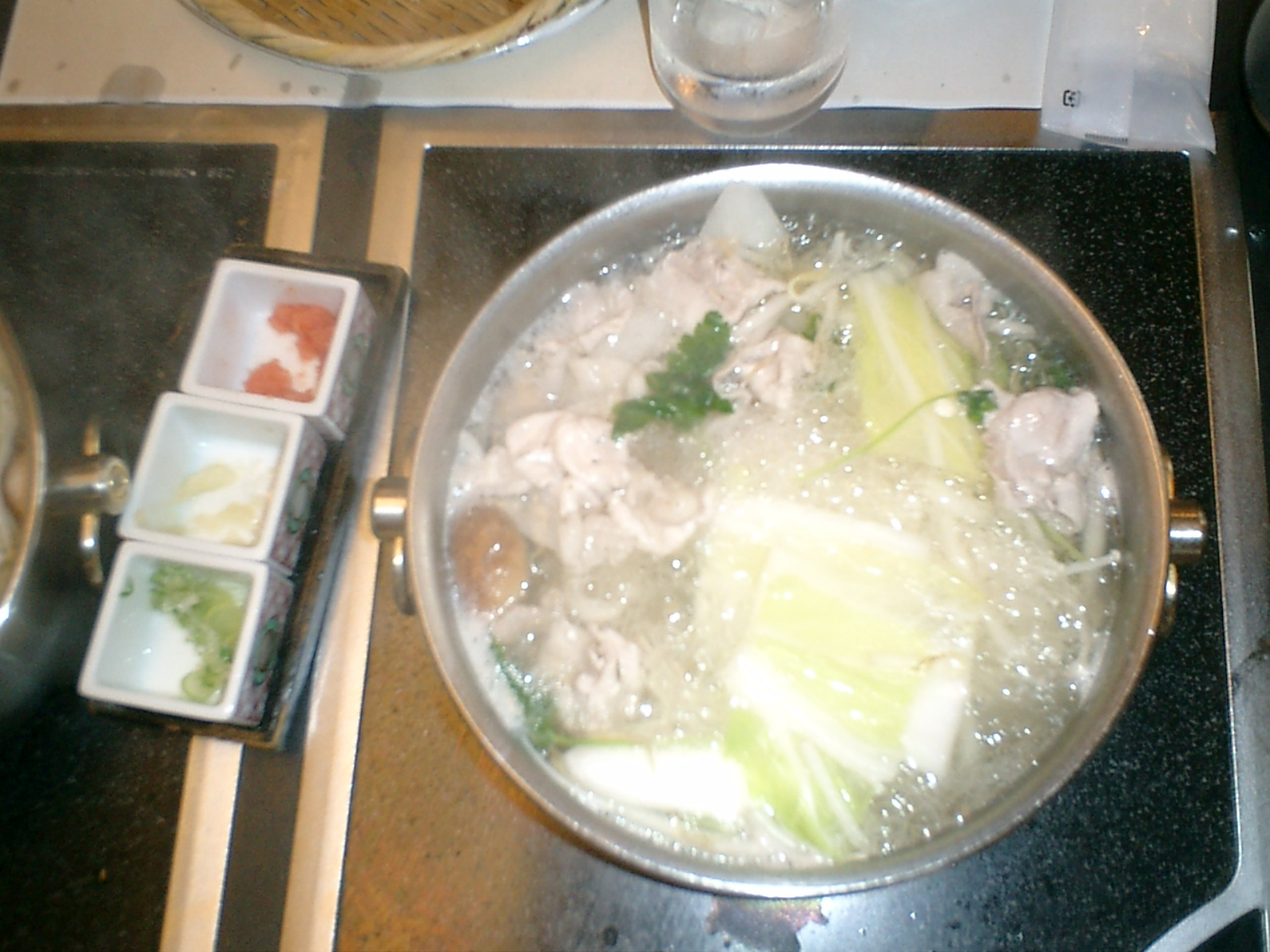
Приготування Шябу-шябу в каструлі

Хоча здебільшого для приготування Шябу-шябу використовують звичайний керамічний горщик, який розташовується на нагрівальному пристрої на столі, інколи використовують оригінальний тип горщика з «димарем» посередині.
М'ясо потрібно нарізати якомога тонше. Спочатку варто покласти до горщика велику кількість комбу (водорість з родини Ламінарієві) та інші інгредієнти за вибором і нагріти. Додати овочі та тофу. Коли бульйон закипає, за допомогою паличок для їжі беруть шматочки м'яса, які вмочують у бульйон два-три рази. М'ясо стає готовим до вживання після зміни свого забарвлення.

## Соуси
Є два типи соусів, з якими зазвичай подають Шябу-шябу: соус ґома-даре (кунжутний соус) та соус простий пондзу (цитрусовий соус у поєднанні із соєвим соусом).

## Галерея

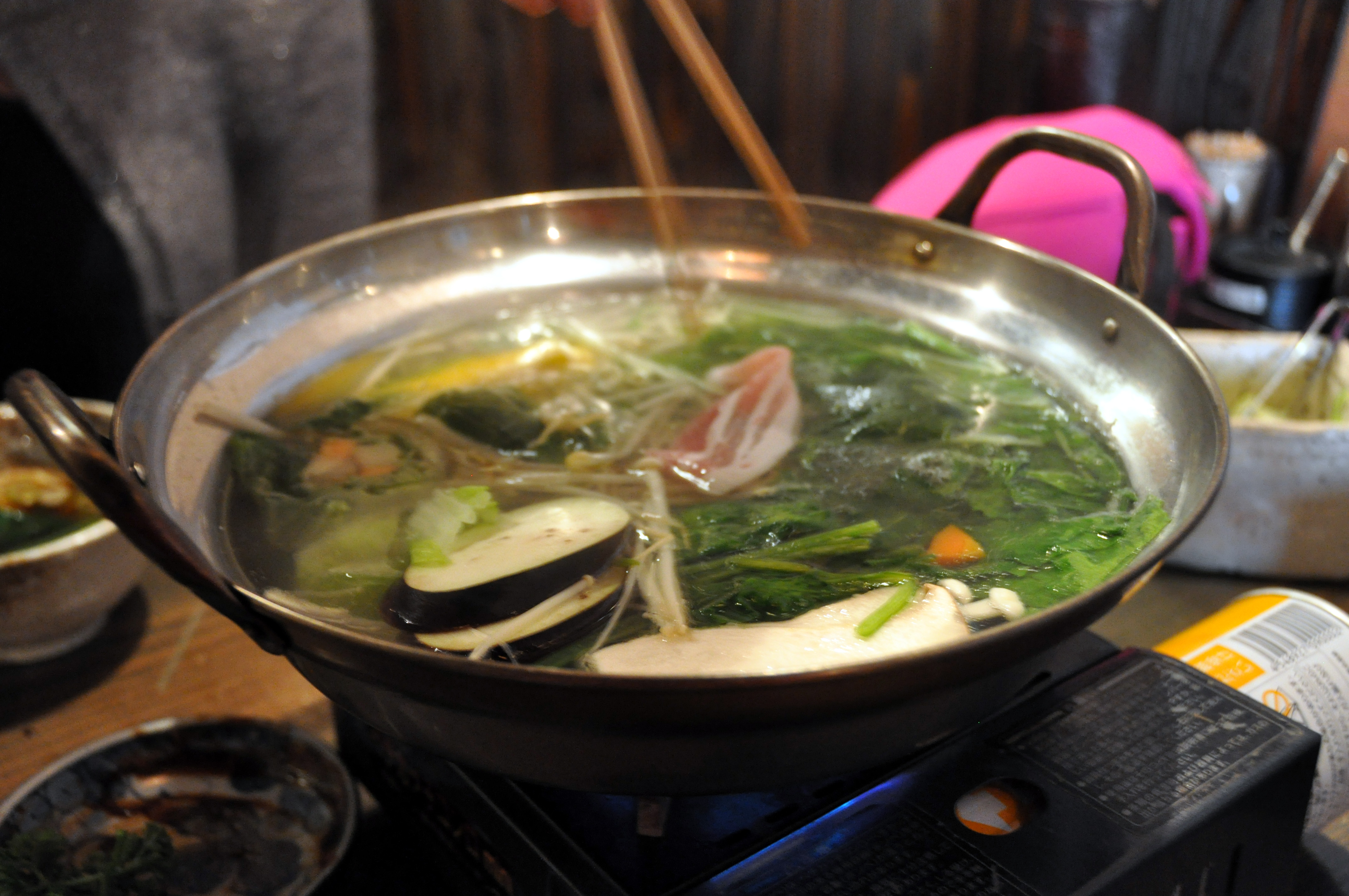
Шябу-шябу
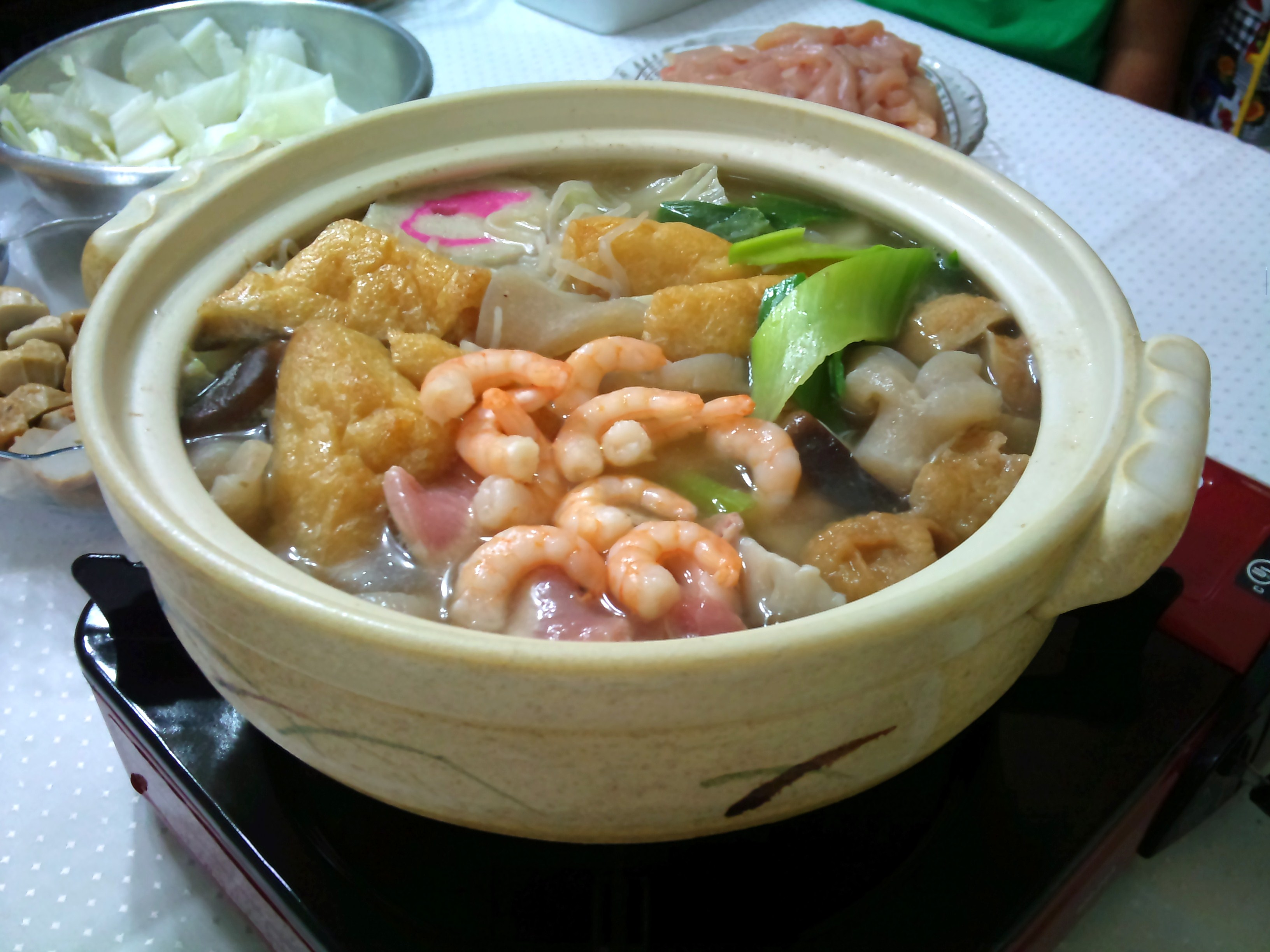
Шябу-шябу з морепродуктами
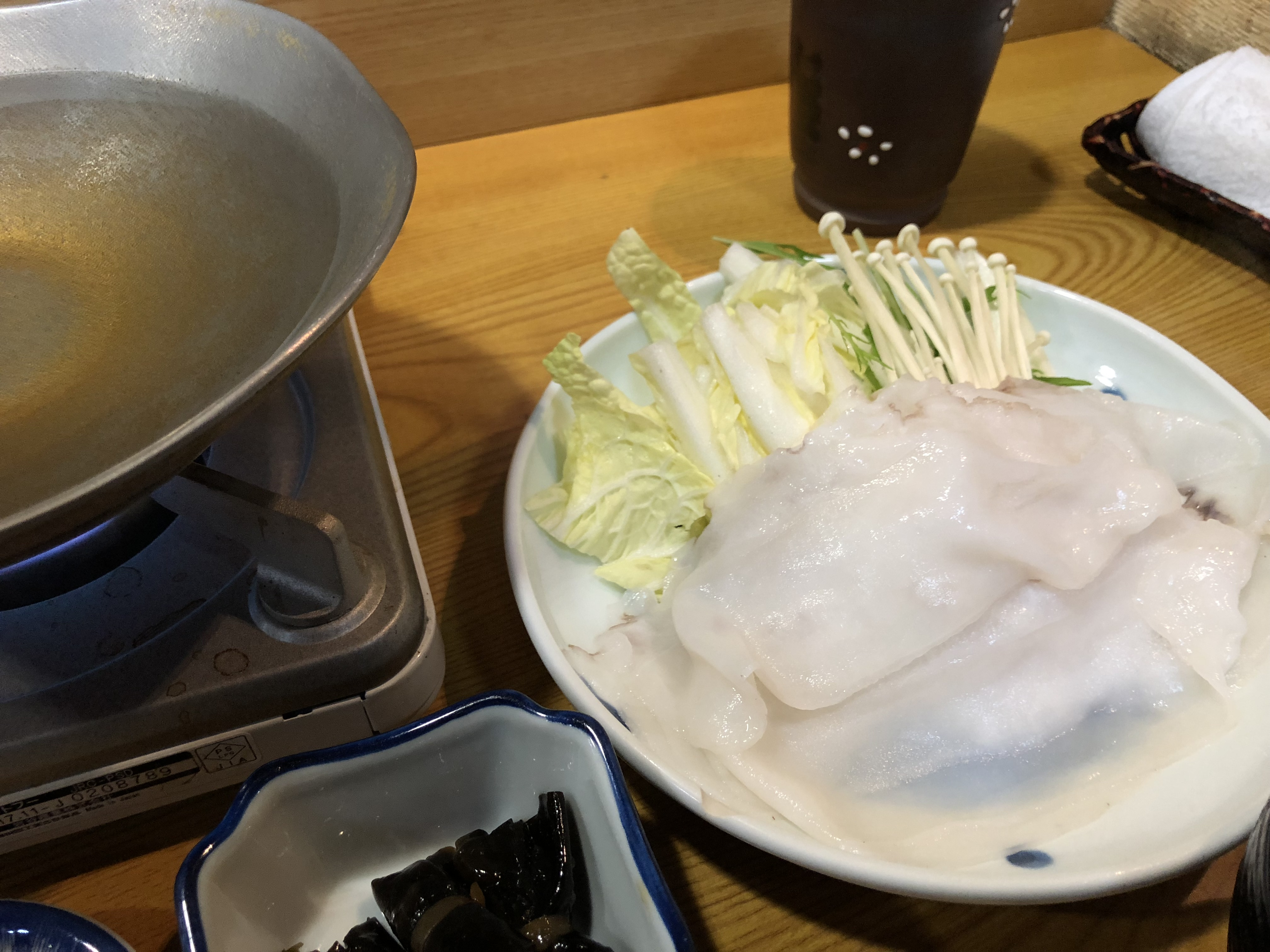
Шябу-шябу з восьминога
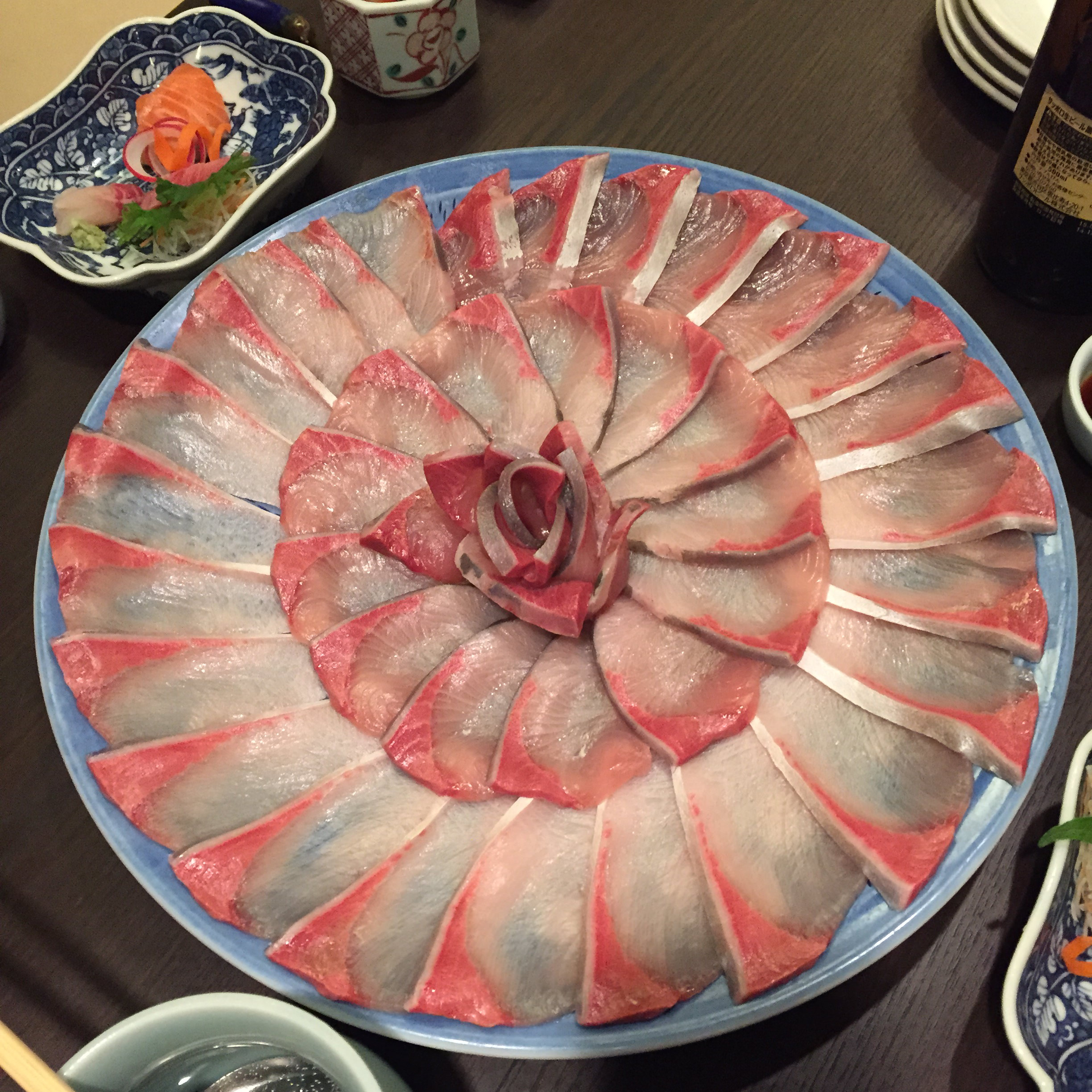
Шябу-шябу з жовтохвоста
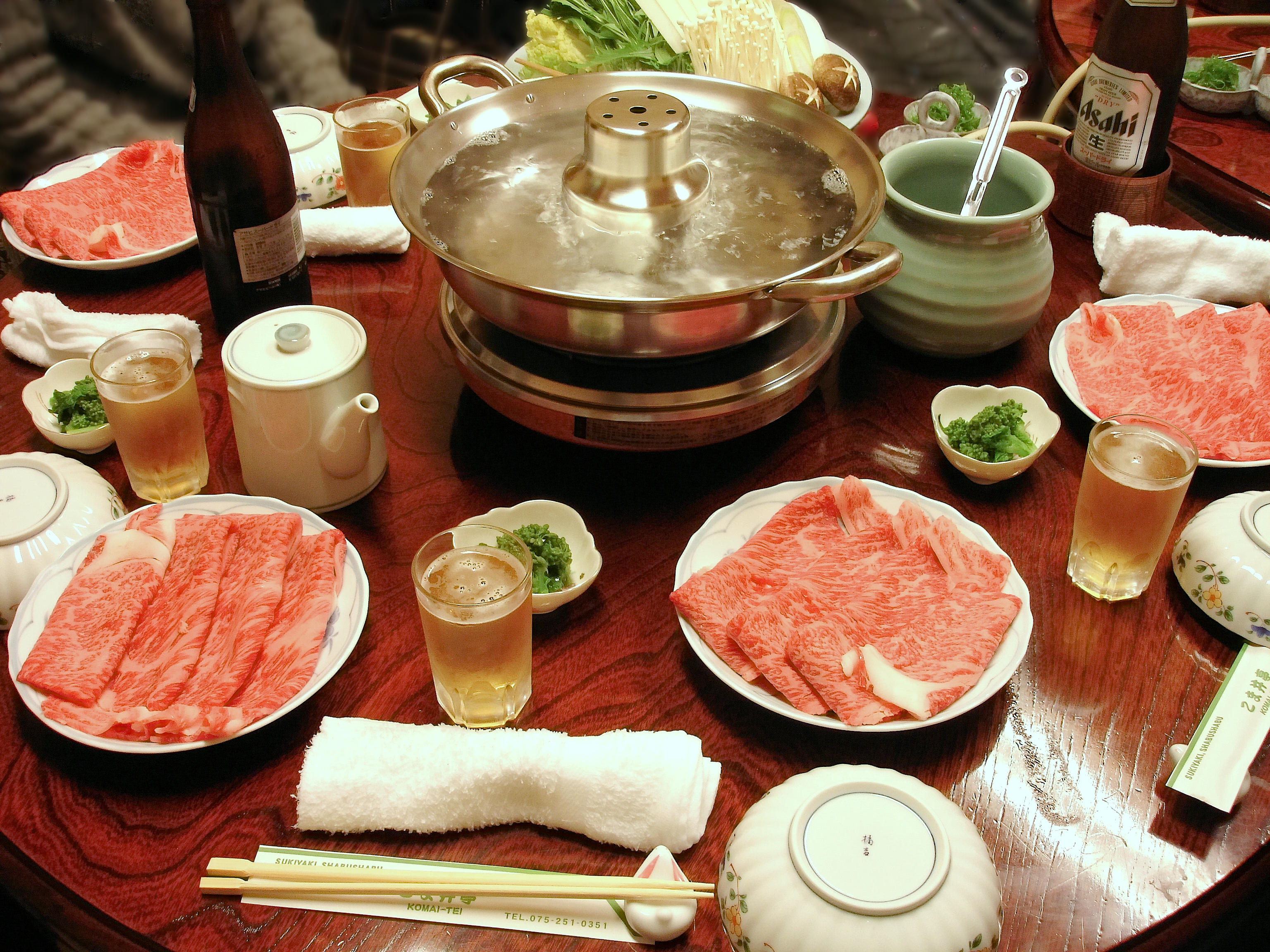
Шябу-шябу з яловичини, приготований для чотирьох осіб у ресторані Кіото